# Bertha Eckstein-Diener

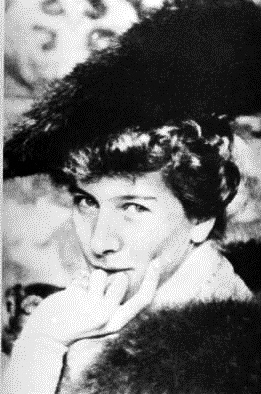
Bertha Eckstein-Diener, 1902

Bertha Helene Diener, ab 1898 Bertha Eckstein und Bertha Eckstein-Diener (* 18. März 1874 in Wien, Österreich-Ungarn; † 20. Februar 1948 in Genf), besser bekannt unter ihrem Pseudonym Sir Galahad, war eine österreichische Schriftstellerin und Reisejournalistin. Ihr Buch Mütter und Amazonen, die erste auf Frauen fokussierte Kulturgeschichte, gilt als Klassiker der Matriarchatsforschung.

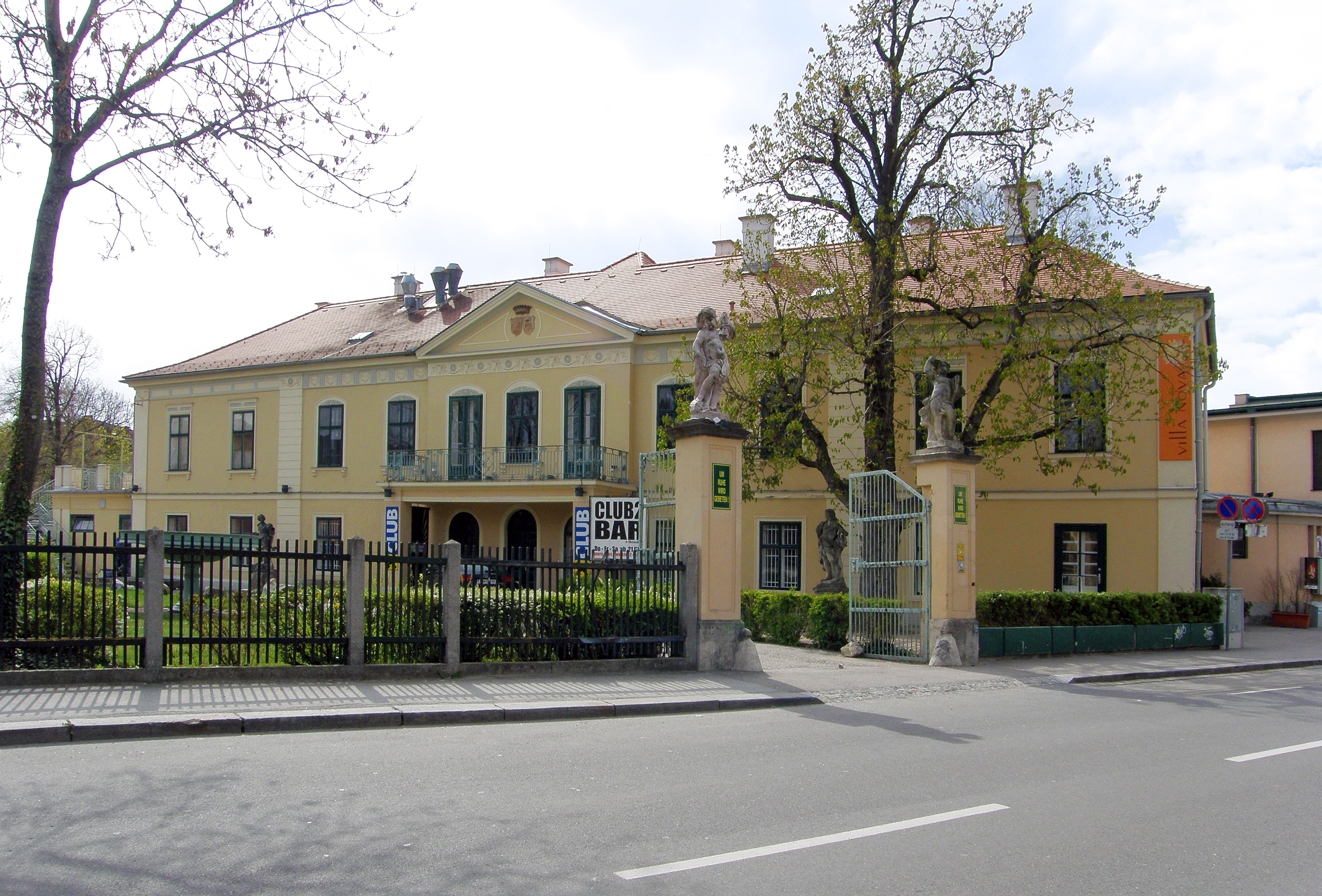
Villa Aichelburg, Baden bei Wien

## Leben
Bertha Helene Diener stammte aus einer Fabrikantenfamilie und bekam eine Ausbildung als höhere Tochter. Gegen den Willen ihrer Eltern heiratete sie 1898 Friedrich Eckstein, einen Wiener Fabrikanten und Privatgelehrten. Wie ihr Mann wurde sie Mitglied in der Wiener Loge der Theosophischen Gesellschaft Adyar (Adyar-TG). Die Ecksteins mieteten in Baden bei Wien, Helenenstraße 19–21, das St.-Genois-Schlössl (heute:  Villa Aichelburg), in dem sie einen Salon führten. Zu ihren Gästen zählten unter anderem Peter Altenberg, Karl Kraus, Adolf Loos sowie Arthur Schnitzler, der die Ecksteinvilla sowie den 1899 dort geborenen Sohn Percy in die Handlung seines 1911 uraufgeführten Dramas Das weite Land einfügte.
Im Jahr 1900 lernte sie den am Genfersee lebenden, wohlhabenden jüdischen Arzt Theodor Beer kennen und hatte mit ihm ab 1903 ein Verhältnis. 1904 verließ Bertha Ehemann und Sohn und unternahm ihre ersten großen Reisen, die sie unter anderem nach Ägypten, Griechenland und England führten. 1909 kam es deshalb zur Scheidung von Eckstein. Beer wurde 1904 ein 1905 zu seinen Ungunsten entschiedener Sittlichkeitsprozess gemacht, der einige öffentliche Aufmerksamkeit auf sich zog. 1910 bekam sie einen weiteren Sohn, Roger Diener, dessen Vater Beer war und den sie in eine Pflegefamilie gab. Theodor Beer, durch das Gerichtsurteil seiner beruflichen wie gesellschaftlichen Stellung verlustig gegangen sowie kriegsbedingt verarmt, nahm sich 1919 am Tage der Versteigerung seiner Villa in Luzern das Leben. Roger nahm 1936 erstmals – zunächst brieflichen – Kontakt zu seiner Mutter auf, die ihn dann 1938 in Berlin besuchte. 1939 starb Friedrich Eckstein im Alter von 78 Jahren.
Bertha Diener schrieb anfangs unter dem Pseudonym Ahasvera („Die ewig Reisende“). Ihre bekanntesten Werke veröffentlichte sie jedoch als Sir Galahad, nach einem Tafelritter von König Artus. Neben ihren Buchveröffentlichungen schrieb sie eine Reihe von Aufsätzen für Zeitungen und Zeitschriften und übersetzte drei Werke des amerikanischen Journalisten und esoterischen Schriftstellers Prentice Mulford. Zwischen 1914 und 1919 schrieb sie den Roman Die Kegelschnitte Gottes, in dem sie die Situation der Frauen während der Gründerzeit kritisiert. Von 1925 bis 1931 arbeitete sie an Mütter und Amazonen, einer auf Frauen fokussierten Kulturgeschichte, die sich vor allem auf die Forschungen Bachofens stützt.
Sie starb am 20. Februar 1948 – fünf Wochen nach einer Operation – in Genf. Ihre letzte Arbeit an einer Kulturgeschichte Englands blieb unvollendet.
Im Jahr 2008 wurde in Wien-Landstraße (3. Bezirk) die seit 2021 nicht mehr existente Bertha-Eckstein-Straße nach ihr benannt.

## Werke
- Im Palast des Minos. Albert Langen, München 1913 (2. Auflage 1924)
- Die Kegelschnitte Gottes. Roman, Albert Langen, München 1921 (2. Auflage 1926, 3. Auflage 1932)
- Idiotenführer durch die russische Literatur. Gewidmet dem Rückgrat der Welt. Albert Langen, München 1925
- Mütter und Amazonen. Ein Umriß weiblicher Reiche. Albert Langen, München 1932
  - Zunächst ab 1954 bei der Non Stop-Bücherei (Berlin-Grunewald), dann ab 1981 bei Ullstein (hier mit dem Untertitel Liebe und Macht im Frauenreich) als Taschenbuch neu aufgelegt
- Byzanz. Von Kaisern, Engeln und Eunuchen. Tal, Leipzig und Wien 1936
- Bohemund. Ein Kreuzfahrer-Roman. Goten-Verlag Herbert Eisentraut, Leipzig 1938
- Seide. Eine kleine Kulturgeschichte. Goten, Leipzig 1940 (unter dem Namen Helen Diner [sic!]) – (2. Auflage 1944, 3. Auflage 1949)
- Der glückliche Hügel. Ein Richard-Wagner-Roman. Atlantis, Zürich 1943